# Neosappaphis
Neosappaphis är ett släkte av insekter. Neosappaphis ingår i familjen långrörsbladlöss.
Kladogram enligt Catalogue of Life:
| Neosappaphis | \| \| Neosappaphis franzi \| \| \| \| \| \| Neosappaphis paradoxa \| \| \| \| |
|              | \| \| Neosappaphis franzi \| \| \| \| \| \| Neosappaphis paradoxa \| \| \| \| |
|              | Neosappaphis franzi                                                           |
|              |                                                                               |
|              | Neosappaphis paradoxa                                                         |
|              |                                                                               |